# Sandrine Holt
Sandrine Claire Holt, właściwie Sandrine Vanessa Ho (ur. 19 listopada 1972 w Londynie) – kanadyjska aktorka i modelka chińsko-francuskiego pochodzenia, która wystąpiła m.in. w filmach Terminator: Genisys i Resident Evil 2: Apokalipsa.

## Filmografia

### Filmy
| Rok  | Tytuł                                 | Rola            | Uwagi |
| ---- | ------------------------------------- | --------------- | ----- |
| 1991 | Czarna suknia                         | Annuka          |       |
| 1994 | Rapa Nui                              | Ramana          |       |
| 1994 | Dance Me Outside                      | Poppy           |       |
| 1995 | Pocahontas: The Legend                | Pocahontas      |       |
| 1998 | 1999                                  | Suki            |       |
| 1998 | Gunslinger's Revenge                  | Pearl           |       |
| 1999 | Loving Jezebel                        | Mona            |       |
| 2000 | Fast Food Fast Women                  | Giselle         |       |
| 2001 | Mission                               | Ima             |       |
| 2001 | Century Hotel                         | Jin             |       |
| 2002 | Ballistic                             | agentka Bennett |       |
| 2003 | Happy Hour                            | Bonnie          |       |
| 2004 | Resident Evil 2: Apokalipsa           | Terri Morales   |       |
| 2006 | Sam's Lake                            | Kate            |       |
| 2011 | Twarze w tłumie                       | Nina #6         |       |
| 2012 | Underworld: Przebudzenie              | Lida Keller     |       |
| 2013 | Smak życia 3, czyli chińska układanka | Ju              |       |
| 2015 | Terminator: Genisys                   | det. Cheung     |       |
| 2015 | Air                                   | Abby            |       |
| 2018 | Sorry for Your Loss                   | Tracey          |       |

### Telewizja
| Rok        | Tytuł                                  | Rola                          | Uwagi                   |
| ---------- | -------------------------------------- | ----------------------------- | ----------------------- |
| 1996       | Zbrodnicze tradycje                    | Li Ann Tsei                   | film TV                 |
| 1997–1998  | Był sobie złodziej                     | Li Ann Tsei                   | gł, rola; 23 odc.       |
| 1997       | Once a Thief: Brother Against Brother  | Li Ann Tsei                   | film TV                 |
| 1997       | Oblicza Nowego Jorku                   | Julie Min                     | 2 odc.                  |
| 1998       | Once a Thief: Family Business          | Li Ann Tsei                   | film TV                 |
| 2001       | Witchblade: Piętno mocy                | Sandrine Malraux / Reporterka | 2 odc.                  |
| 2001       | Earth Angels                           | Wendy                         | film TV                 |
| 2004       | Żołnierze kosmosu 2: Bohater federacji | Jill Sandee                   | film TV                 |
| 2005       | Las Vegas                              | det. Jenny Cho                | 3 odc.                  |
| 2006       | 24 godziny                             | Evelyn Martin                 | 10 odc.                 |
| 2006–2008  | Uciekinierzy                           | Erin Baxter                   | 5 odc.                  |
| 2007       | Słowo na L                             | Catherine Rothberg            | 5 odc.                  |
| 2007       | Ognisty przybysz                       | Christina Andrews             | film TV                 |
| 2007       | The Dark Room                          | Leanne Kisoun                 | film TV                 |
| 2008       | Burn Up                                | Mika Namuvai                  | 2 odc.                  |
| 2009       | The Phantom                            | Guran                         | 2 odc.                  |
| 2012       | Deadly Hope                            | Denise Landers                | film TV                 |
| 2013–2014  | Hostages: Zakładnicy                   | Sandrine Renault              | gł. rola; 15 odc.       |
| 2013–2014  | House of Cards                         | Gillian Cole                  | 10 odc.                 |
| 2015       | Exposed                                | Jill                          | film TV                 |
| 2015       | The Returned                           | Julie Han                     | w gł. obsadzie; 10 odc. |
| 2015       | Fear the Walking Dead                  | Bethany Exner                 | 3 odc.                  |
| 2016       | Damien                                 | Paula Sciarra                 | 2 odc.                  |
| 2016       | Mr. Robot                              | Susan Jacobs                  | 2 odc.                  |
| 2016–2017  | MacGyver                               | Patricia Thornton             | w gł. obsadzie; 12 odc. |
| 2016       | The Art of More                        | Isabel Perry                  | 8 odc.                  |
| 2018       | Homeland                               | Simone Martin                 | 8 odc.                  |
| 2018       | The Crossing. Przeprawa                | Emma Ren                      | w gł. obsadzie          |
| 2016, 2018 | Prawo i porządek: sekcja specjalna     | różne role                    | 4 odc.                  |
| 2020-2021  | The Expanse                            | Oksana                        | 7 odc.                  |
| 2022       | American Gigolo                        | Olga                          | 4 odc.                  |

Holt wystąpiła także gościnnie w licznych serialach, m.in. Mentalista, Sanctuary, Ostry dyżur, Z Archiwum X i Zadzwoń do Saula.